# 환상의 여인
《환상의 여인》(幻像의 女人, 영어: Phantom Lady)은 윌리엄 아이리시의 추리소설이다.

## 줄거리
평범한 가정의 평범한 남편 스콧 핸더슨은 어느날 아내와 다투고 집을 나와서 처음 보는 여인과 함께 식사를 하게 된다. 그러나 집에 돌아와보니 아내는 살해당했고, 스콧은 유력한 용의자로 체포된다. 스콧의 주변 사람들은 그의 누명을 풀어주고자 스콧이 만났다는 여자를 찾으려 필사적인 노력을 한다. 사형 집행 날짜는 계속 다가오지만, 그 여자를 기억하는 사람은 스콧 이외에는 아무도 없다.